# Großes Schwarzhorn
Das Große Schwarzhorn (norwegisch Store Svarthorn) ist ein sehr markanter, 2488 m hoher Berg im ostantarktischen Königin-Maud-Land. Er ragt am südwestlichen Ende der Mittleren Petermannkette im Wohlthatmassiv auf.
Entdeckt, kartiert und benannt wurde er bei der Deutschen Antarktischen Expedition 1938/39 unter der Leitung des Polarforschers Alfred Ritscher. Eine erneute Kartierung anhand von Luftaufnahmen und Vermessungen erfolgte bei der Dritten Norwegischen Antarktisexpedition (1956–1960).